# Myrmicocrypta spinosa
Myrmicocrypta spinosa är en myrart som beskrevs av Weber 1937. Myrmicocrypta spinosa ingår i släktet Myrmicocrypta och familjen myror. Inga underarter finns listade i Catalogue of Life.